# Picturephone

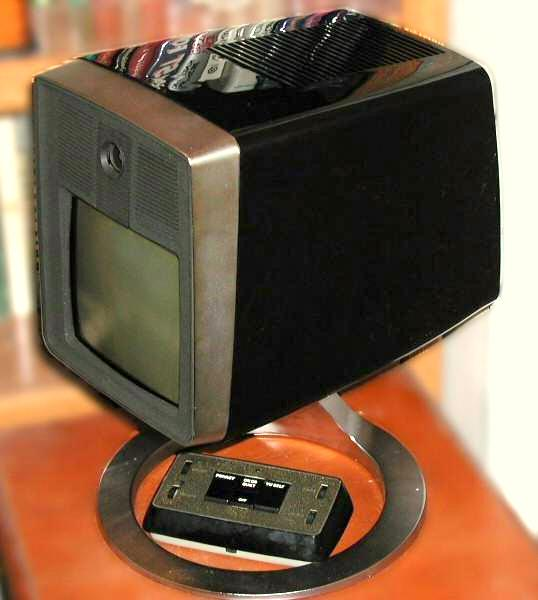
Picturephone comercializado no início da década de 1970

O Picturephone foi o primeiro aparelho de vídeo telefone comercializado no mundo. Fabricado pela AT&T e lançado no World's Fair (feira de tecnologia de Nova York) em 20 de abril de 1964, foi colocado no mercado em 1969, porém, com os altos custos operacionais e as baixas vendas, a AT&T retirou do mercado em 1971.